# Poolbillard-Europameisterschaft 1999
Die Poolbillard-Europameisterschaft 1999 war ein Poolbillardturnier, das im Hotel Poznań in Posen stattfand und vom europäischen Poolbillardverband EPBF ausgerichtet wurde. Die EM fand erstmals in Polen statt.
Ausgespielt wurden die Disziplinen 8-Ball, 9-Ball und 14/1 endlos bei den Damen, Herren und erstmals auch bei den Rollstuhlfahrern, die jedoch keinen 14/1-endlos-Wettbewerb spielten. Zudem wurden die Mannschafts-Europameister der Herren und Damen ermittelt.
Der Schwede Tom Storm wurde durch einen Finalsieg gegen Oliver Ortmann Europameister im 14/1 endlos. Im 9-Ball hingegen gelang es Ortmann, seinen Titel aus dem Vorjahr im Finale gegen den Schweizer Samuel Clemann zu verteidigen. 8-Ball-Europameister wurde Titelverteidiger Ralf Souquet im Finale gegen Peter Nielsen. Die Deutschen Thomas Engert und Bernd Jahnke, der Österreicher Andreas Rindler, der Luxemburger Steve Leisen, sowie Rico Diks und Fabrizio Baldassari gewannen jeweils eine Bronzemedaille.
Das Finale im 14/1 endlos der Damen gewann die Deutsche Franziska Stark gegen die Schwedin Ulrika Andersson. Stark war zuvor dreimal in Folge Vizeeuropameisterin in dieser Disziplin geworden. Im 8-Ball-Finale besiegte Stark die Schwedin Louise Furberg. 9-Ball-Europameisterin wurde die Deutsche Daniela Husseneder durch einen Sieg gegen Silke Falkus. Die Deutsche Birgit Reimann gewann zudem zweimal Bronze.
Erster 8-Ball-Europameister der Rollstuhlfahrer wurde der Schwede Henrik Larsson. Im Finale besiegte er den Österreicher Emil Schranz. Der Engländer Daniel Luton und der Deutsche Tankred Volkmer gewannen Bronze. Volkmer erreichte zudem das 9-Ball-Finale, in dem er jedoch gegen den Belgier Kurt Deklerck verlor. Schranz und Larsson gewannen Bronze im 9-Ball.
Die deutsche Herren-Mannschaft (Oliver Ortmann, Thomas Engert, Ralf Souquet, Bernd Jahnke, Thorsten Hohmann) wurde durch einen Finalsieg gegen die Niederlande zum zwölften Mal Europameister. Finnland und Titelverteidiger Dänemark belegten den dritten Platz.
Bei den Damen verlor Deutschland (Franziska Stark, Daniela Husseneder, Janine Drescher, Birgit Reimann) gegen den späteren Europameister Schweden und kam somit wie schon im Vorjahr auf Platz drei. Im Finale verlor Titelverteidiger Norwegen gegen Schweden. Die Niederlande schieden ebenfalls im Halbfinale aus.

## Medaillengewinner
| Disziplin                | Gold               | Silber           | Bronze              |
| ------------------------ | ------------------ | ---------------- | ------------------- |
| Herren – 14/1 endlos     | Tom Storm          | Oliver Ortmann   | Steve Leisen        |
| Herren – 14/1 endlos     | Tom Storm          | Oliver Ortmann   | Thomas Engert       |
| Herren – 8-Ball          | Ralf Souquet       | Peter Nielsen    | Rico Diks           |
| Herren – 8-Ball          | Ralf Souquet       | Peter Nielsen    | Andreas Rindler     |
| Herren – 9-Ball          | Oliver Ortmann     | Samuel Clemann   | Bernd Jahnke        |
| Herren – 9-Ball          | Oliver Ortmann     | Samuel Clemann   | Fabrizio Baldassari |
| Herren-Mannschaft        | Deutschland        | Niederlande      | Finnland            |
| Herren-Mannschaft        | Deutschland        | Niederlande      | Dänemark            |
| Damen – 14/1 endlos      | Franziska Stark    | Ulrika Andersson | Louise Furberg      |
| Damen – 14/1 endlos      | Franziska Stark    | Ulrika Andersson | Line Kjørsvik       |
| Damen – 8-Ball           | Franziska Stark    | Louise Furberg   | Birgit Reimann      |
| Damen – 8-Ball           | Franziska Stark    | Louise Furberg   | Ulrika Andersson    |
| Damen – 9-Ball           | Daniela Husseneder | Silke Falkus     | Line Kjørsvik       |
| Damen – 9-Ball           | Daniela Husseneder | Silke Falkus     | Birgit Reimann      |
| Damen-Mannschaft         | Schweden           | Norwegen         | Deutschland         |
| Damen-Mannschaft         | Schweden           | Norwegen         | Niederlande         |
| Rollstuhlfahrer – 8-Ball | Henrik Larsson     | Emil Schranz     | Daniel Luton        |
| Rollstuhlfahrer – 8-Ball | Henrik Larsson     | Emil Schranz     | Tankred Volkmer     |
| Rollstuhlfahrer – 9-Ball | Kurt Deklerck      | Tankred Volkmer  | Emil Schranz        |
| Rollstuhlfahrer – 9-Ball | Kurt Deklerck      | Tankred Volkmer  | Henrik Larsson      |